# 목민심서
《목민심서》(牧民心書)는 1818년(순조 18년)에 정약용이 지방관을 비롯한 관리의 올바른 마음가짐 및 몸가짐에 대해 기록한 행정지침서로 《여유당전서(與猶堂全書)》 권 16~29에 수록된 책이다.
크기가 가로 15.0cm, 세로 22.0cm의 서책으로 1818년에 처음 만들어졌다. 현재 장서각에 일부 소장되어 있고 필사본(49권 16책중 7~9권 1책)은 단국대학교 퇴계기념도서관에 소장되어 있다.

## 개요
《목민심서》는 목민관으로 불리는 지방 수령이 지켜야 할 지침(指針)을 밝히면서 관리들의 폭정을 비판한 저서이다. 부임(赴任)·율기(律己, 자기 자신을 다스림)·봉공(奉公)·애민(愛民)·이전(吏典)·호전(戶典)·예전(禮典)·병전(兵典)·형전(刑典)·공전(工 典)·진황(賑荒)·해관(解官, 관원을 면직함)의 12편으로 나누었다.
각 편은 다시 6조로 나누어 모두 72조로 편제되어 있다. 부패의 극에 달한 조선 후기 지방의 사회 상태와 정치의 실제를 민생 문제 및 수령의 본무(本務)와 결부시켜 소상하게 밝히고 있는 명저이다. 이 책은 다산이 57세 되던 해에 저술한 책으로서, 그가 신유사옥으로 전라도 강진에서 19년간 귀양살이를 하던 중 풀려난 해인 1818년(순조 18)에 완성된 것이다.
《목민심서》는 다산 정약용이 지방관의 윤리적 각성과 농민 경제의 발전을 다룬 것으로, 강진에 귀양 가 있는 동안 저술한 책이다. 주요 내용은 지방의 관리로서 수령이 백성들을 위해 해야 할 일을 조선과 중국의 역사서를 비롯한 여러 책에서 뽑은 것들이다. 조선시대에는 중앙정부의 행정력이 지방에까지 고루 미치기 어려웠기 때문에 수령들이 행정뿐만 아니라 사법권도 가지고 있었고 그 권한이 막강하였다.
이런 수령이 백성을 잘 다스리는 법을 목민심서는 담고 있다. 부임하는 일에서 시작해서 청렴하고 검소한 생활을 하는 법, 자기 자신을 바르게 하는 법, 공적인 일을 수행하는 법, 백성을 사랑하는 것, 아전들을 단속하는 법, 세금, 예절, 군사, 재판, 그리고 흉년에 백성을 구제하는 법, 그리고 퇴임하는 일을 기술하였다.
이 책 역시 국가 재정의 기반이 되는 농민의 생산과 경제에 초점을 두었다. 수령 직무 54개 조 중에서 가장 어려운 일을 전정(田政)으로 보고 양전에서의 각종 폐해를 지적하면서 그 개혁 방안을 전론(田論)에서 결론지었다. 정약용은 조세 관리에서 농민과 국가의 중간에서 이루어지는 협잡을 제거하자는 방향에서 개혁을 논한다.
그와 함께 그 시정책의 하나로 공물(貢物) 제한을 들고 대동법의 모순 확대를 지적하였다. 그는 여러 가지 모순을 제거하는 데 제도적 개혁과 법으로의 구속을 기본으로 하지만, 국가 재정의 정비, 관료들의 절약과 청백(淸白) 사상에 따른 윤리적 제약과 함께 관리의 합리화에서도 그것을 찾고자 하였다.

## 내용
내용은 모두 12강(綱)으로 나누고, 각 강을 6조로 나누어 모두 72조로 되어 있다. 먼저, 제 1편의 부임(赴任), 제 2편의 율기(律己), 제 3편의 봉공(奉公), 제 4편의 애민(愛民)은 지방관의 기본자세에 대해 논했는데, 지방관은 백성과 가장 가까운 직책이기 때문에 그 임무가 중요하므로 덕행, 신망, 위신이 있는 적임자를 임명해야 하며, 청렴과 절검(節儉)을 생활신조로 명예와 부(富)를 탐내지 말고, 뇌물을 받지 말아야 하며, 백성에 대한 봉사정신을 바탕으로 국가의 정령을 두루 알리고, 민의를 상부에 잘 전달하며 백성을 사랑하는 애휼(愛恤)정치에 힘써야 한다고 하였다.
다음으로 제 5편의 이전(吏典), 제 6편의 호전(戶典), 제 7편의 예전(禮典), 제 8편의 병전(兵典), 제 9편의 형전(刑典), 제 10편의 공전(公典)은 《경국대전》의 6전을 기준으로 지방관이 실천해야 할 정책을 논했다. 즉 이전의 경우, 아전(衙前), 군교(軍校), 문졸(門卒)의 단속을 엄중히 하고 지방관의 보좌역인 좌수와 별감의 임용을 신중히 할 것을 당부하였다.
호전은 전정, 세정, 부역을 공평하게 운영하고, 권농, 흥산(興産)에 힘쓰며, 예전에서는 예법과 교화, 흥학(興學)을 강조하였다. 병전에서는 당시 민폐가 심하였던 첨정, 수포의 법을 폐지하고 군안을 다시 정리하며 평소에 군졸을 훈련시킬 것을 논하였다. 형전은 형옥(형벌과 감옥)의 신중을, 공전은 산림, 천택(川澤), 영전의 합리적 운영을 제시하였다. 마지막으로 진황(賑荒)과 해관(解官) 2편은 빈민구제의 진황정책과 지방관이 임기가 끝나 교체되는 과정을 쓴 것이다. 아래는 12강에서 제시된 기본 덕목이다.

## 현대 사회에서 영향력
10년간의 노력끝에 신진여류작가 황인경씨가 펴낸 5권 분량에 소설 《목민심서》는 1992년 초판이 서점가의 베스트셀러 반열에 올랐고, 발행된 이래 650만 부의 판매 신화를 기록하며 많은 독자에게 감동을 주었다. 목민심서를 소재로 한 그의 이 작품은 누구나 한번은 읽어야 하는 국민소설로 자리매김하였다는 평가를 받고 있다.

## 역사 왜곡으로 판명난 호찌민 애독설
한때 국내에서 베트남의 국부 호찌민이 목민심서를 애독했다는 설이 퍼졌으나 완전히 근거없는 역사 왜곡으로 밝혀졌다.

## 같이 보기
- 정약용

## 참고 자료
- 《목민심서》, 정약용 지음, 김기태 엮음, 청목사(2002년)
- 「한권으로 읽는 조선왕조실록」, 실학의 최고봉 정약용, 박영규 저, 웅진닷컴(2004년, 421~449p)
- 「매천야록」, 갑오년(1894, 고종 31년) 전, 황현 저, 허경진 역, 서해문집(2006년, 51~62p)